# Pro Golf Tour Championship
Het Pro Golf Tour Championship is het laatste toernooi van de Pro Golf Tour. Het toernooi wordt in de eerste jaren in Duitsland gespeeld op de Golfclub Hofgut Praforst in Fulda. Toen de naam van de EPD Tour in januari 2013 naar Pro Golf Tour veranderde, verhuisde het Tour Championship. 
Het prijzengeld van de normale toernooien van de Pro Golf Tour is € 30.000, van dit afsluitende toernooi is het € 45.000. Er doen slechts 72 spelers mee.

## Winnaars
| Jaar                                                    | Baan                                              | Winnaar                      | Score                        | Score                        | Prijzengeld                  | Winnaar                      |
| Job AG EPD Tour Championship                            | Job AG EPD Tour Championship                      | Job AG EPD Tour Championship | Job AG EPD Tour Championship | Job AG EPD Tour Championship | Job AG EPD Tour Championship | Job AG EPD Tour Championship |
| ------------------------------------------------------- | ------------------------------------------------- | ---------------------------- | ---------------------------- | ---------------------------- | ---------------------------- | ---------------------------- |
| 2007                                                    | Golfclub Hofgut Praforst, Fulda, Duitsland        | Christoph Günther            |                              |                              | €                            | €                            |
| 2008                                                    | Golfclub Hofgut Praforst                          | Tobias Dier                  | 207                          | -9                           | €                            | €                            |
| Fulda EPD Tour Championship                             |                                                   |                              |                              |                              |                              |                              |
| 2009                                                    | Golfclub Hofgut Praforst                          | Jochen Lupprian po           | 209                          | -7                           | €                            | €                            |
| 2010                                                    | Golfclub Hofgut Praforst                          | Benjamin Miarka              | 204                          | -12                          | € 40.000                     | € 6.099                      |
| 2011                                                    | Golfclub Hofgut Praforst                          | Darren Wright                | 202                          | -14                          | € 45.000                     | € 7.000                      |
| 2012                                                    | Golfclub Hofgut Praforst                          | Constantin Schwierz          | 207                          | -9                           | € 45.000                     | € 7.000                      |
| Deutsche Bank Polish Masters Pro Golf Tour Championship |                                                   |                              |                              |                              |                              |                              |
| 2013                                                    | Toya Golf & Country Club, Wrocław, Polen          | Max Glauert po               | 207                          | -9                           | € 40.000                     | € 6.099                      |
| 2014                                                    | Sobienie Królewskie Golf & Country Club, Warschau | Floris de Vries              | 209                          | -4                           | € 40.000                     | € 6.000                      |

In 2009 won Lupprian de play-off op de tweede hole van Bernd Ritthammer, die de Order of Merit won.  

In 2010 deden Floris de Vries en Robin Kind aan de Tour Championship mee, zij werden 4de. Verder deden mee Sander van Duijn, Tjeerd Staal en Jeffrey Meijer. 

In 2013 eindigde het toernooi in een play-off tussen Max Glauert, Fernand Osther, David Antonelli en Philipp Mejow.   
 
In 2014 won Floris de Vries, hij was de enige Nederlandse winnaar in dat jaar. De Pro Golf Tour kondigde aan dat dit zijn laatste seizoen als Tourpro was.  
Promotie naar de Challenge Tour
| Jaar | 1                | 2                 | 3                  | 4                 | 5                |
| ---- | ---------------- | ----------------- | ------------------ | ----------------- | ---------------- |
| 2006 | Martin Kaymer    | Robin Swane       | Benjamin Miarka    | Manuel Kempe      | Lasse Jensen     |
| 2007 | Tino Schuster    | Taco Remkes       | Damian Ulrich      | Lee Corfield      | Wil Besseling    |
| 2008 | James A Ruth     | Max Kramer        | Nicolas Meitinger  | Christoph Gunther | Dennis Küpper    |
| 2009 | Bernd Ritthammer | Steen Ottosen     | Richard Kind       | Sebastian Buhl    | Floris de Vries  |
| 2010 | Benjamin Miarka  | Max Kramer        | Daniel Wünsche     | Grant Jackson     | Tim Sluiter      |
| 2011 | Reinier Saxton   | Sebastian Buhl    | Maximilian Glauert | Christoph Gunther | Dennis Küpper    |
| 2012 | Marcel Haremza   | Daniel Wünsche    | Max Kramer         | Damien Perrier    | Marek Novy       |
| 2013 | Florian Fritsch  | Christopher Mivis | Robin Kind         | Bernd Ritthammer  | David Law.       |
| 2014 | Marcel Schneider | Sebastian Heisele | Sean Einhaus       | Max Kramer        | Alexander Knappe |